# Izmorén
Izmorén (en árabe: ازمورن‎, en lenguas bereberes: ⵉⵣⴻⵎⵎⵓⵔⴻⵏ, en francés: Izemmouren) es un municipio marroquí en la región de Tánger-Tetuán-Alhucemas. Desde 1912 hasta 1956 perteneció a la zona norte del Protectorado español de Marruecos.